# Monte Faggeto
Il monte Faggeto (1259 m)  è un rilievo situato tra i comuni di Itri e di Campodimele in provincia di Latina, e quello di Esperia in provincia di Frosinone, nel Lazio, all'interno del territorio del parco naturale dei Monti Aurunci.

## Descrizione
La cima del  monte Faggeto offre scorci sul mar Tirreno, la Piana di Fondi, la valle del Liri e l'abbazia di Montecassino.